# Diego Markic
Diego Fernando Markic (Núñez, 9 gennaio 1977) è un allenatore di calcio ed ex calciatore argentino, di ruolo centrocampista, allenatore in seconda del Pyramids.

## Carriera

### Club
Cresciuto nelle file dell'Argentinos Juniors, nel 1999 approda al Bari. Con i pugliesi gioca per 5 campionati tra A e B, prima di far ritorno in patria con Colón e Quilmes.

### Nazionale
A livello di Nazionale giovanile ha vinto il Campionato sudamericano di calcio Under-20 e il Campionato mondiale di calcio Under-20, ambedue nel 1997 con José Pekerman come commissario tecnico.

### Dopo il ritiro
Ritiratosi dalla carriera sportiva, diventa commentatore televisivo. Dal 2011 è il vice di Rodolfo Arruabarrena al Tigre, al Nacional, al Boca Juniors, al Al-Wasl, al Al-Rayyan, al Shabab Al-Ahli e al Pyramids. Ha fatto parte dello staff tecnico della Nazionale colombiana guidata da José Pekerman ai Mondiali 2014 e 2018.

## Palmarès

### Nazionale
- Campionato mondiale Under-20: 1

1997